# FM Static
FM Static ist eine christliche Pop-Rock-Band aus Toronto (Ontario, Kanada).

## Hintergrund
Die Band ist ein Nebenprojekt von Thousand-Foot-Krutch-Frontmann Trevor McNevan und dem Schlagzeuger Steve Augustine. Sie veröffentlichten 2003 ihr erstes Album (What are you waiting for?), welches mittlerweile über 60.000 Mal verkauft wurde, auf dem christlichen Label Tooth & Nail Records. Am 1. August 2006 folgte das zweite Album, Critically Ashamed. Ehemalige Mitglieder der Band waren die Brüder Justin (Bass) und Jeremy Smith (Gitarre) und John Bunner (Gitarre), der schon nach den ersten Shows ausstieg. Weil nach dem zweiten Album auch die Smith-Brüder aufhörten zu spielen, gingen sie mit Critically Ashamed nicht auf Tour. FM Static wurden für die GMA Canada Covenant Awards nominiert und sind mit ihrem Lied Crazy Mary auch auf einem von ihren Compilations vertreten. Am fünften April 2011 veröffentlichte die Band ihr viertes Studioalbum My Brain Says Stop, but My Heart Says Go!. Vorab hatte die Band das komplette Album schon als Stream ins Internet gestellt. Voraussetzung hierfür war aber die Zustimmung einen Newsletter über E-Mail zu empfangen und mit einem Twitter-Account Werbung zu posten.

## Diskografie

### Alben
- What Are You Waiting For? (Tooth & Nail Records, 22. Juli 2003)
- Critically Ashamed (Tooth & Nail Records 1. August 2006)
- Dear Diary (Tooth & Nail Records, 7. April 2009)
- My Brain Says Stop But My Heart Says Go!  (Tooth & Nail Records, 5. April 2011)

### Singles
- 2003: Definitely Maybe
- 2003: Crazy Mary
- 2003: Something to Believe In
- 2006: Waste of Time
- 2006: Six Candles
- 2006: The Video Store
- 2006: Girl of the Year
- 2008: Tonight
- 2008: Moment of Truth
- 2008: Nice Piece of Art
- 2009: Boy Moves to a New Town with Optimistic Outlook
- 2009: The Unavoidable Battle of Feeling on the Outside
- 2009: Take Me As I Am
- 2011: My Brain Says Stop, But My Heart Says Yes
- 2011: Last Train Home

### Kompilationen
- 2008: Canada Rocks, "Moment Of Truth" (CMC)
- 2008: GMA Canada presents 30th Anniversary Collection, "Crazy Mary" (CMC)
- 2008: X Christmas, "Christmas Shoes" (BEC)
- 2009: Songs from the Penalty Box, Tooth and Nail Vol. 6, "Boy Moves Into A New Town With An Optimistic Look" (Tooth and Nail)
- 2010: Happy Christmas Vol. 5, "Snow Miser" (Tooth and Nail)